# Кульовий шар

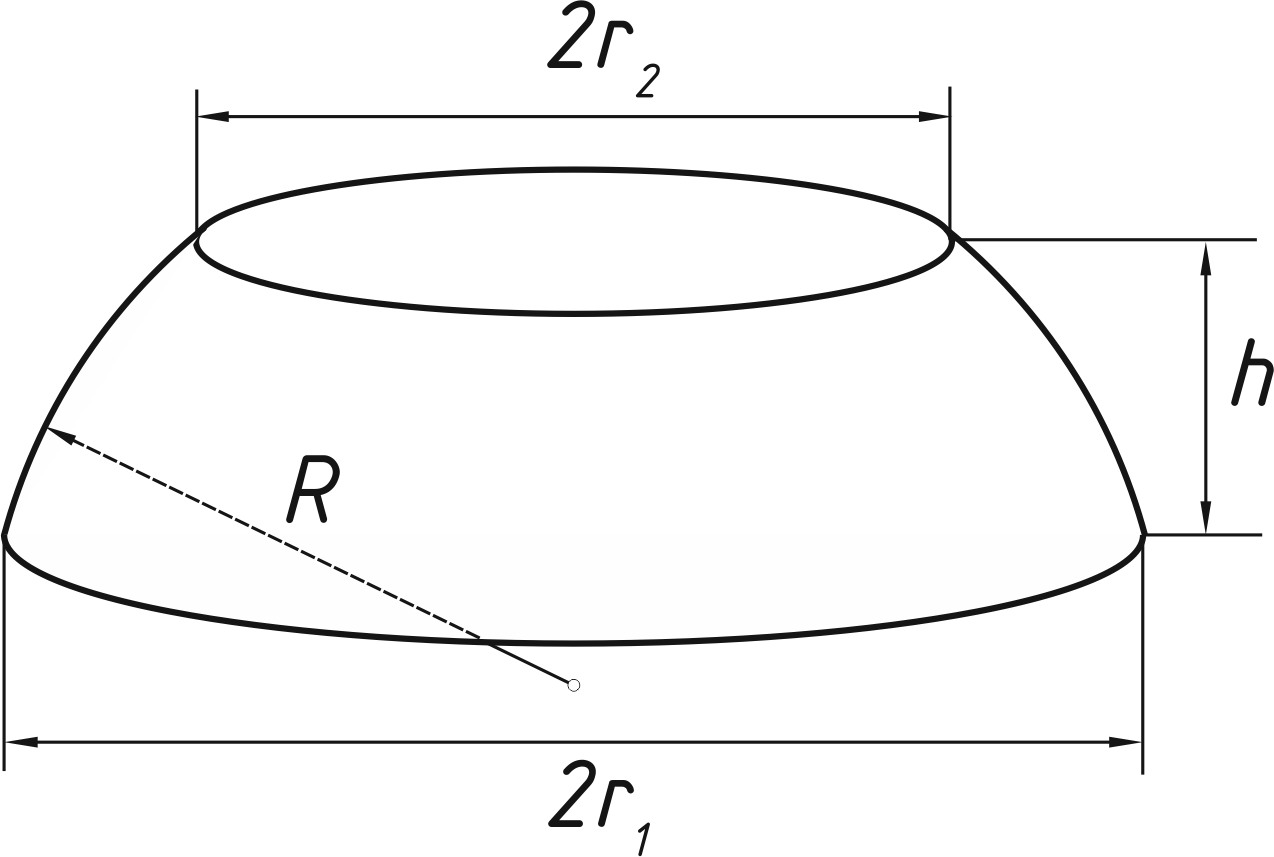
Кульовий шар

Кульови́й шар (англ. spherical segment) — частина кулі між двома паралельними січними площинами (основами).

## Пов'язані визначення
- Основи кульового шару — це перерізи кулі, утворені в результаті перетину кулі двома паралельними площинами. Основи є кругами з радіусами {\displaystyle r_{1}} i {\displaystyle r_{2}}.
- Висота кульового шару (h) — відстань між основами кульового шару.

## Властивості
- Об'єм кульового шару можна визначити як різниця об'ємів двох кульових сегментів:

{\displaystyle V=\pi \left[H_{1}^{2}\left(R-{\frac {1}{3}}H_{1}\right)-H_{2}^{2}\left(R-{\frac {1}{3}}H_{2}\right)\right],}
де {\displaystyle V} — об'єм кульового шару, {\displaystyle H_{1}} — висота більшого кульового сегмента, {\displaystyle H_{2}} — висота меншого кульового сегмента, {\displaystyle R} — радіус кулі.
Або
{\displaystyle V={\frac {\pi h}{6}}\left(3r_{1}^{2}+3r_{2}^{2}+h^{2}\right),}
де {\displaystyle r_{1}} i {\displaystyle r_{2}} — радіуси основ кульового шару.
- Площа сферичної частини поверхні кульового шару (кульовий або сферичний пояс) залежить лише від висоти шару і радіуса кулі:

{\displaystyle S=2\pi Rh,}
де {\displaystyle S} — площа сферичної поверхні кульового шару, {\displaystyle h} — висота кульового шару, {\displaystyle R} — радіус кулі.
У фізиці під кульовим або сферичним шаром часто мають на увазі шар, обмежений сферами радіусами {\displaystyle r} і {\displaystyle r+dr}, для малого {\displaystyle dr}. Об'єм такого шару дорівнює
{\displaystyle dV=4\pi r^{2}dr}.